# Pavlečkova skála
Pavlečkova skála je přírodní památka v okrese Prostějov při západním okraji vsi Žárovice, která je administrativně částí města Plumlova v okrese Prostějov. Lokalita se nachází jen několik set metrů od hranic Vojenského újezdu Březina. Chráněné území, jehož výměra je 1,25 ha, je ve správě Krajského úřadu Olomouckého kraje.

## Předmět ochrany
Na území, jehož geologický podklad tvoří kulmské jílovité břidlice, se vyskytuje teplomilná vegetace. Z význačných druhů je to především koniklec velkokvětý (Pulsatilla grandis), dále zde roste travnička prodloužená, rozrazil rozprostřený (Veronica prostrata) či ostřice nízká (Carex humilis). Na lokalitě se vyskytuje jeden z nejohroženějších druhů motýlů v ČR okáč šedohnědý (Hyponephele lycaon).

## Fotogalerie

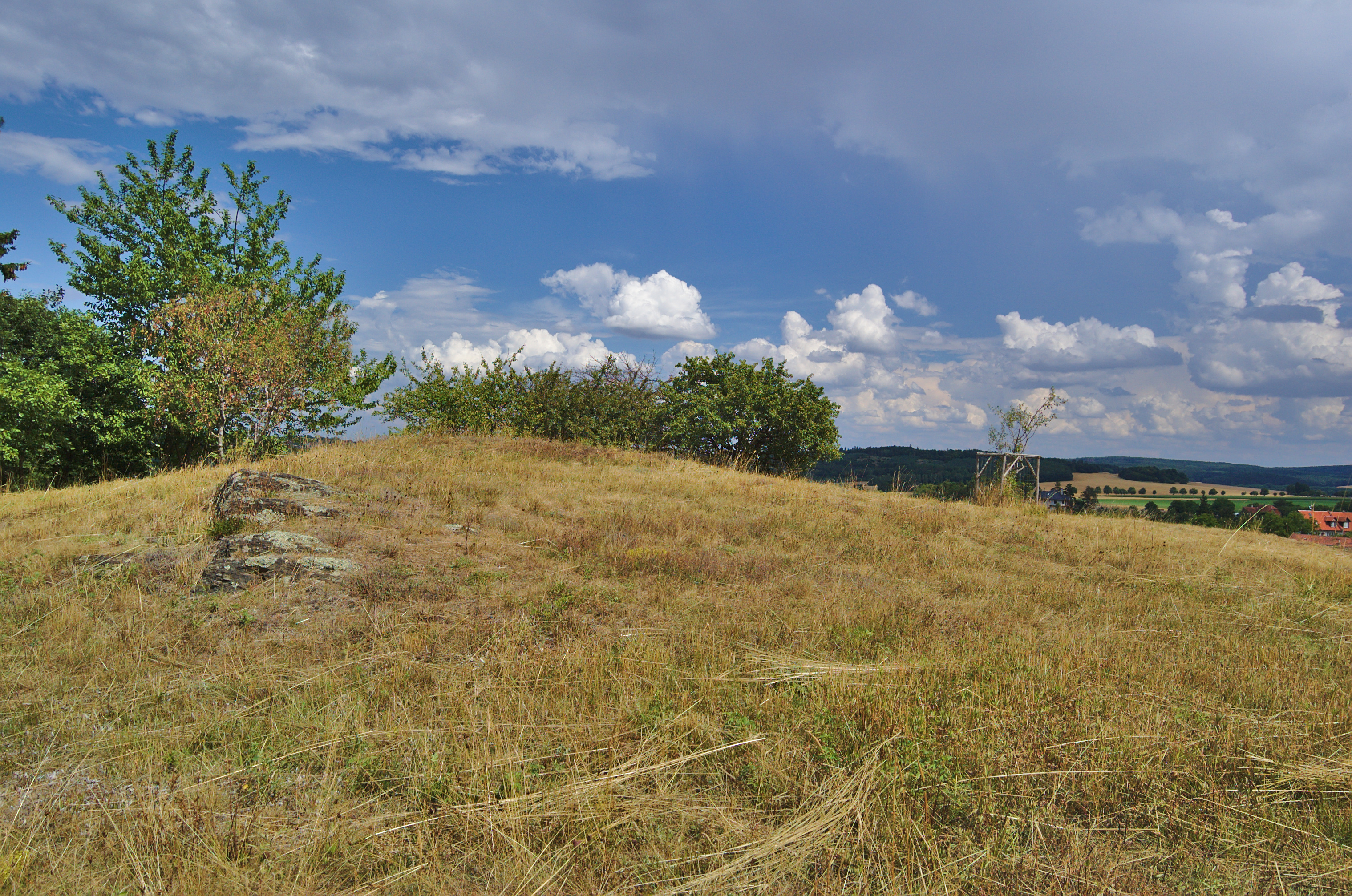
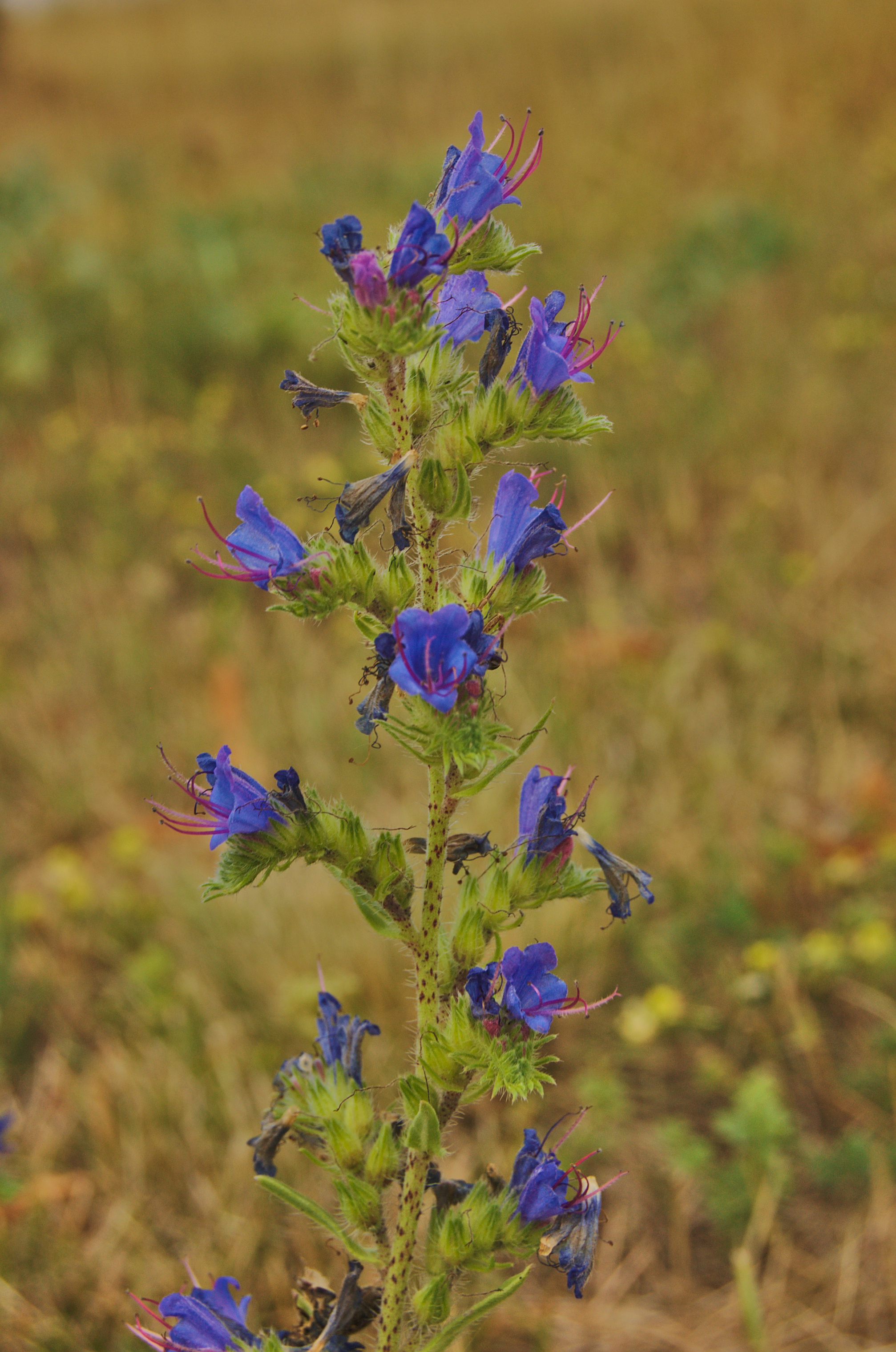
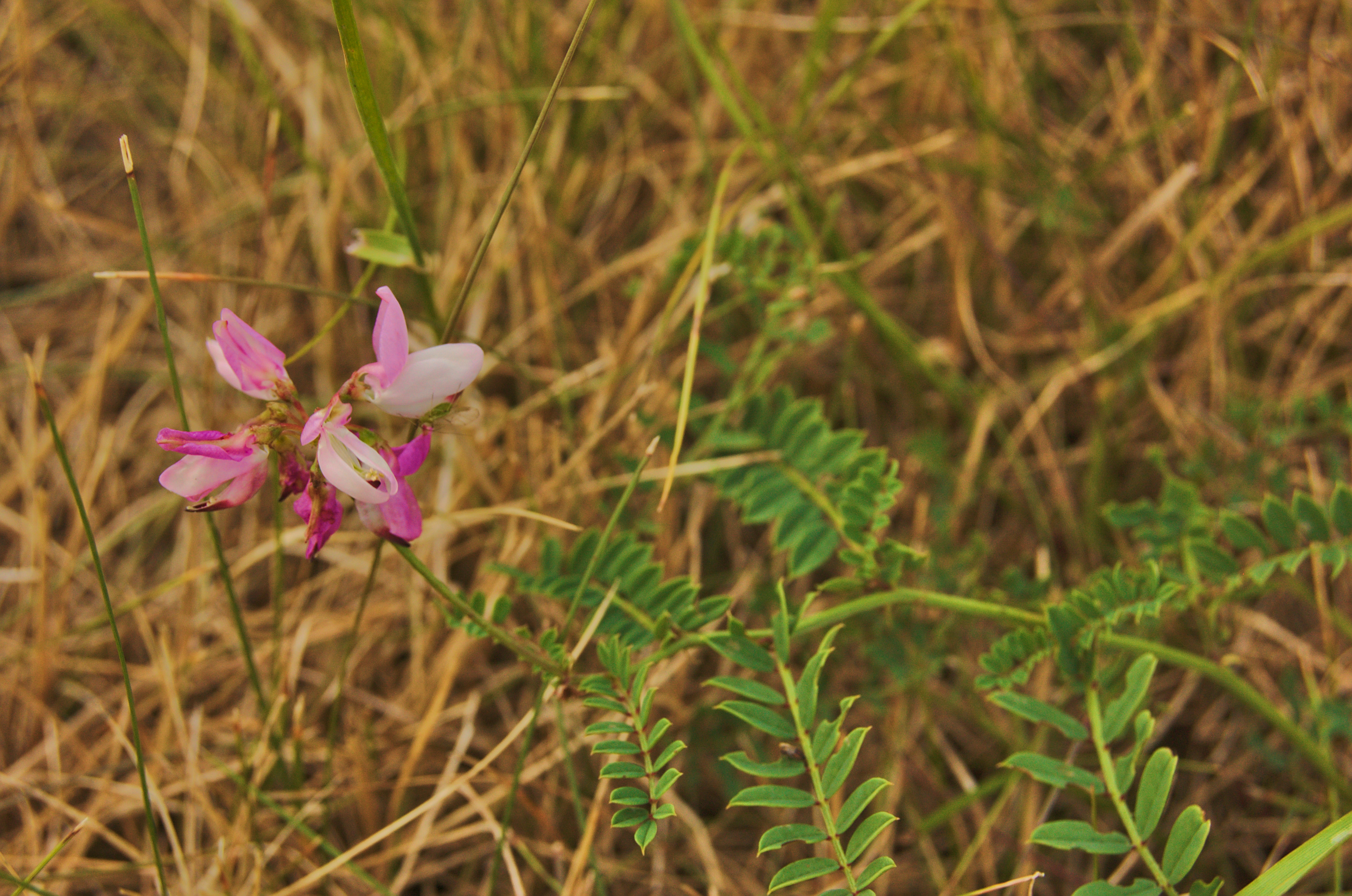
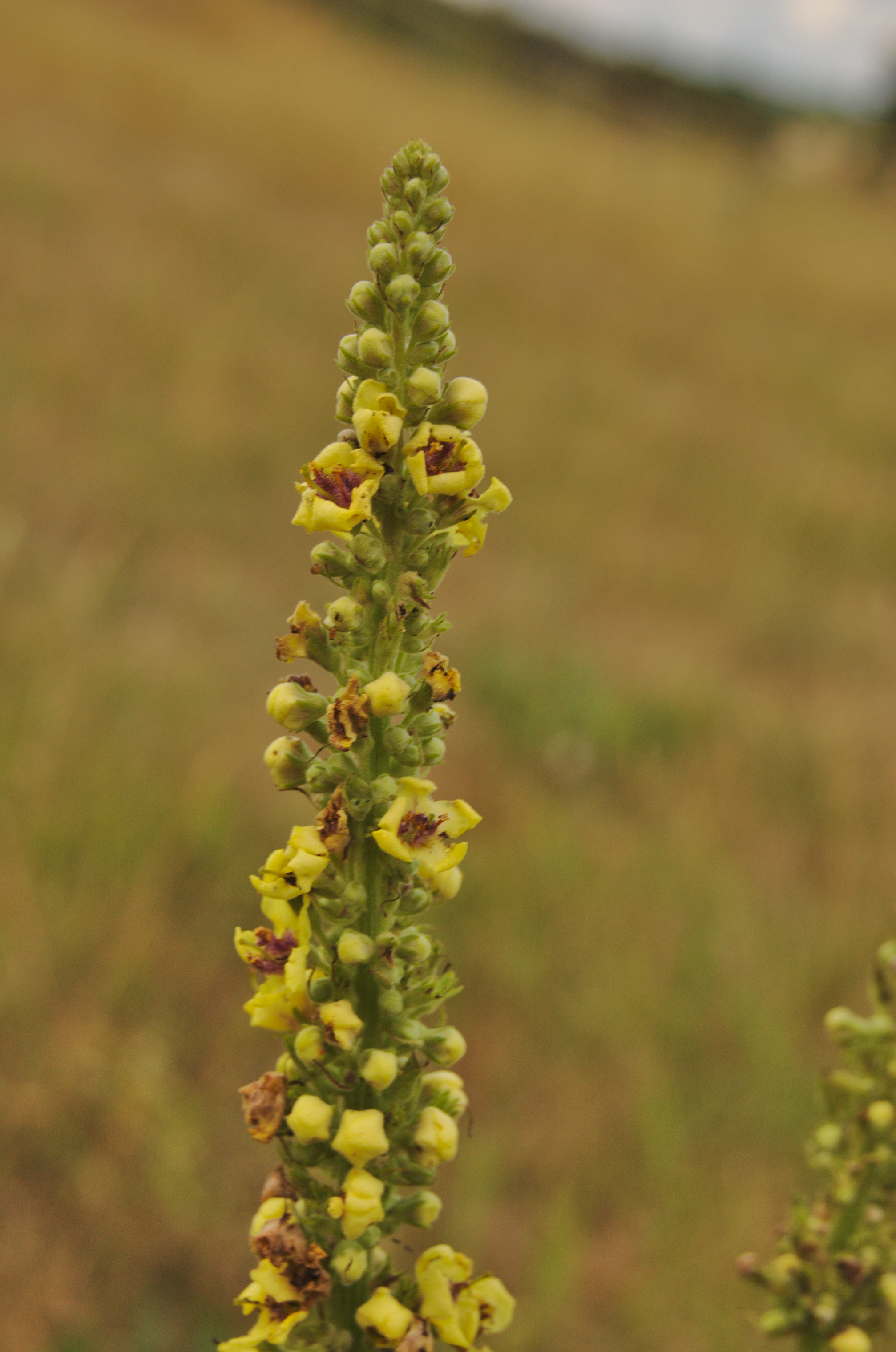
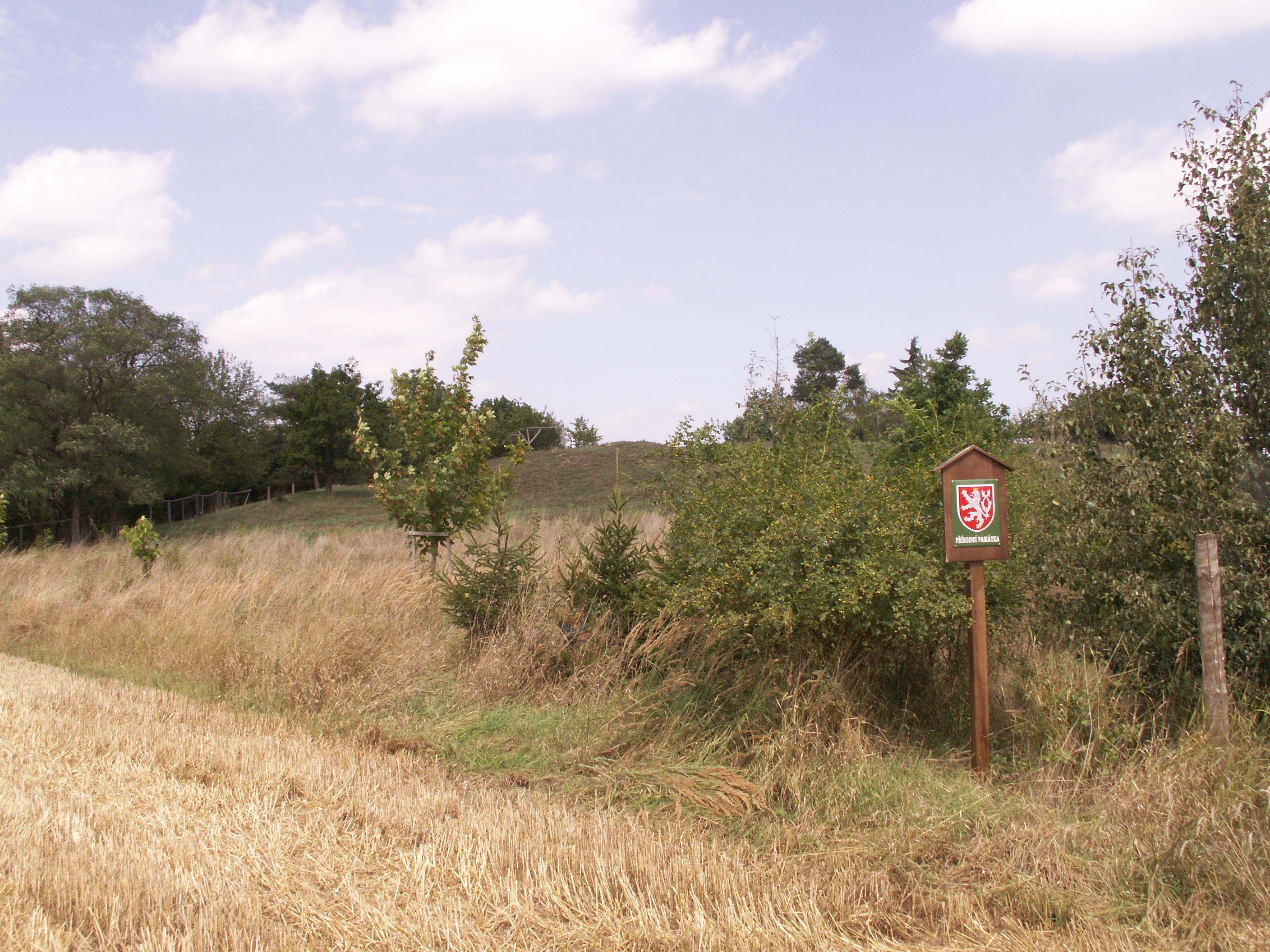